# Nowodonezke
Nowodonezke (ukrainisch Новодонецьке; russisch Новодонецкое Nowodonezkoje) ist eine Siedlung städtischen Typs im Nordwesten der ukrainischen Oblast Donezk mit etwa 5800 Einwohnern.

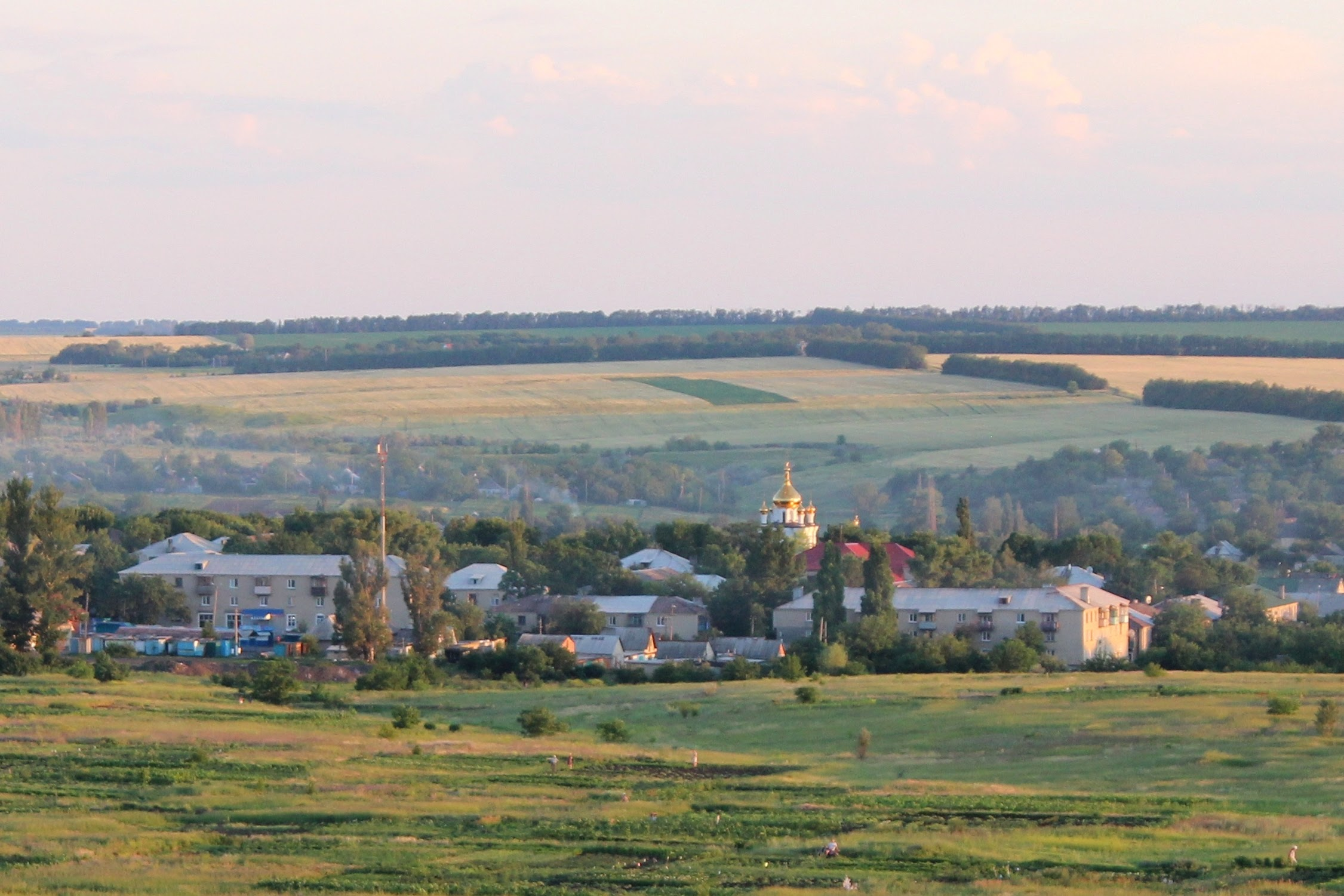
Blick auf den Ort (2014)

Die 1956 im Zusammenhang mit dem Bau einer Mine gegründete Ortschaft ist seit 1960 eine Siedlung städtischen Typs.
Nowodonezke liegt am Ufer der Wodjana (Водяна), einem 28 km langen Nebenfluss der Samara 24 km nördlich der Stadt Dobropillja und 115 km nordwestlich von Donezk. Durch die Siedlung verläuft die Territorialstraße T–05–15.

## Verwaltungsgliederung
Am 12. Juni 2020 wurde die Siedlung zum Zentrum der neugegründeten Siedlungsgemeinde Nowodonezke (Новодонецька селищна громада/Nowodonezka selyschtschna hromada). Zu dieser zählen auch die 17 in der untenstehenden Tabelle aufgelisteten Dörfer sowie die Ansiedlungen Nowojawlenka und Samarske, bis dahin bildete sie die gleichnamige Siedlungsratsgemeinde Nowodonezke (Новодонецька селищна рада/Nowodonezka selyschtschna rada) als Teil der Stadtratsgemeinde Dobropillja im Süden des sie umgebenden Rajons Oleksandriwka.
Am 17. Juli 2020 wurde der Ort ein Teil des Rajons Kramatorsk.
Folgende Orte sind neben dem Hauptort Nowodonezke Teil der Gemeinde:
| Name                     | Name               | Name                                    |
| ukrainisch transkribiert | ukrainisch         | russisch                                |
| ------------------------ | ------------------ | --------------------------------------- |
| Fedoriwka                | Федорівка          | Фёдоровка (Fjodorowka)                  |
| Iwerske                  | Іверське           | Иверское (Iwerskoje)                    |
| Kateryniwka              | Катеринівка        | Катериновка (Katerinowka)               |
| Krynyzi                  | Криниці            | Криницы (Krinizy)                       |
| Kurojidiwka              | Куроїдівка         | Куроедовка (Kurojedowka)                |
| Kuryzyne                 | Курицине           | Курицино (Kurizino)                     |
| Nowoiwerske              | Новоіверське       | Новоиверское (Nowoiwerskoje)            |
| Nowojawlenka             | Новоявленка        | Новоявленка                             |
| Nowopawliwka             | Новопавлівка       | Новопавловка (Nowopawlowka)             |
| Nowopetriwka             | Новопетрівка       | Новопетровка (Nowopetrowka)             |
| Nowosamarske             | Новосамарське      | Новосамарское (Nowosamarskoje)          |
| Nowoserhijiwka           | Новосергіївка      | Новосергеевка (Nowosergejewka)          |
| Samarske                 | Самарське          | Самарское (Samarskoje)                  |
| Samijliwka               | Самійлівка         | Самойловка (Samoilowka)                 |
| Schewtschenko            | Шевченко           | Шевченко                                |
| Schostakiwka             | Шостаківка         | Шестаковка (Schestakowka)               |
| Spasko-Mychajliwka       | Спасько-Михайлівка | Спасско-Михайловка (Spasko-Michailowka) |
| Stepaniwka               | Степанівка         | Степановка (Stepanowka)                 |
| Wessela Hora             | Весела Гора        | Весёлая Гора (Wessjolaja Gora)          |